# O Silêncio dos Inocentes
The Silence of the Lambs (bra/prt: O Silêncio dos Inocentes) é um filme norte-americano de 1991 dos gêneros suspense, drama e terror, dirigido por Jonathan Demme e estrelado por Jodie Foster, Anthony Hopkins, Ted Levine e Scott Glenn. Escrito por Ted Tally baseado no livro homônimo publicado em 1988 por Thomas Harris, o filme é o segundo a apresentar o Dr. Hannibal Lecter, um brilhante psiquiatra e assassino canibal em série, antecedido por Caçador de Assassinos de 1986, dirigido por Michael Mann. No filme, Clarice Starling, uma jovem estagiária do FBI, pede ajuda do prisioneiro Dr. Lecter para prender outro serial killer conhecido apenas como "Buffalo Bill".
O Silêncio dos Inocentes foi lançado em 14 de fevereiro de 1991 nos Estados Unidos e arrecadou mais de 130 milhões de dólares durante sua exibição no país. Em todo o mundo, sua bilheteria alcançou 272.742.922 de dólares em um orçamento de 19 milhões, tornando-se o quinto filme com maior bilheteria de 1991 em todo o mundo. O filme estreou no 41º Festival Internacional de Cinema de Berlim, onde competiu pelo Urso de Ouro, enquanto Demme recebeu o Urso de Prata de Melhor Diretor. Aclamado pela crítica após o lançamento, tornou-se apenas o terceiro filme (sendo os outros dois Aconteceu naquela noite e Um Estranho no Ninho) na história do cinema a ser galardoado com os prêmios Oscar nas cinco categorias principais: Melhor Filme, Melhor Diretor, Melhor Ator, Melhor Atriz e Melhor Roteiro Adaptado; permanece, então, como o mais recente e último filme a vencer tais categorias. Foi também o primeiro filme amplamente considerado como um filme de terror a vencer o Oscar de Melhor Filme, e o terceiro desse gênero a ser indicado, depois de O Exorcista (1973) e Tubarão (1975). O filme é considerado "culturalmente, historicamente e esteticamente" importante pela Biblioteca do Congresso e foi escolhido para ser preservado no National Film Registry em 2011. Uma sequência titulada Hannibal foi lançada em 2001 com Hopkins reprisando seu papel, seguido por dois prelúdios: Dragão Vermelho de 2002 e Hannibal: A Origem do Mal de 2007.

## Elenco
- Jodie Foster como Clarice Starling
  - Masha Skorobogatov como jovem Clarice Starling
- Anthony Hopkins como Dr. Hannibal Lecter
- Scott Glenn como Jack Crawford
- Ted Levine como Jame "Buffalo Bill" Gumb
- Anthony Heald como Dr. Frederick Chilton
- Brooke Smith como Catherine Martin
- Kasi Lemmons como Ardelia Mapp
- Frankie Faison como Barney Matthews
- Diane Baker como Senadora Ruth Martin
- Tracey Walter como Lamar
- Charles Napier como Tenente Boyle
- Danny Darst como Sargento Tate
- Ales Coleman como Sargento Jim Pembry
- Dan Butler como Roden
- Paul Lazar como Pilcher
- Ron Vawter como Paul Krendler
- Roger Corman como Diretor do FBI Hayden Burke
- George A. Romero como Agente do FBI lotado em Memphis (não creditado)
- Chris Isaak como Comandante da SWAT
- Harry Northup como Sr. Bimmel
- Brent Hinkley como oficial Murray

## Produção

### Desenvolvimento
O Silêncio dos Inocentes é baseado no romance homônimo de Thomas Harris de 1988 e é o segundo filme a apresentar o personagem Hannibal Lecter após o filme Manhunter de 1986. Antes do lançamento do romance, a Orion Pictures fez uma parceria com Gene Hackman para trazer o romance para a tela grande. Com Hackman definido para dirigir e possivelmente estrelar o papel de Crawford, foram feitas negociações para dividir o custo dos direitos de US$ 500 mil entre Hackman e o estúdio. Além de garantir os direitos do romance, os produtores também tiveram que adquirir os direitos sobre o nome "Hannibal Lecter", pertencentes ao produtor de Manhunter, Dino De Laurentiis. Devido ao fracasso financeiro do filme anterior, De Laurentiis emprestou os direitos de personagem da Orion Pictures gratuitamente.
Em novembro de 1987, Ted Tally foi convidado a escrever a adaptação; Tally já havia cruzado o caminho com Harris muitas vezes, com seu interesse em adaptar O Silêncio dos Inocentes, originário do recebimento de uma cópia antecipada do livro do próprio Harris. Quando Tally estava no meio do primeiro rascunho, Hackman se retirou do projeto e o financiamento caiu. No entanto, Mike Medavoy, co-fundador da Orion Pictures, garantiu que Tally continuasse escrevendo, já que o próprio estúdio cuidava do financiamento e procurava um diretor substituto. Como resultado, a Orion Pictures procurou o diretor Jonathan Demme para dirigir o projeto. Com o roteiro ainda não concluído, Demme assinou o contrato após ler o romance. A partir daí, o projeto decolou rapidamente, como explicou Tally, "[Demme] leu meu primeiro rascunho pouco depois de terminar e nos conhecemos, então fiquei surpreso com a velocidade das coisas. Nos encontramos em maio de 1989 e estava filmando em novembro. Não me lembro de grandes revisões".

### Escolha do elenco
Jodie Foster estava interessada em interpretar o papel de Clarice Starling imediatamente após a leitura do romance. No entanto, apesar de Foster ter acabado de ganhar um Oscar por sua atuação no filme The Accused (1988), Demme não estava convencido de que ela era a pessoa certa para o papel. Tendo acabado de dirigir Married to the Mob (1988), a primeira escolha de Demme para o papel de Starling foi Michelle Pfeiffer, que recusou, dizendo mais tarde: "Foi uma decisão difícil, mas fiquei nervosa com o assunto". Ainda não convencido, ele foi para Meg Ryan que a rejeitou também por seus temas terríveis e depois a Laura Dern, de quem o estúdio era cético por não ser uma opção lucrativa. Como resultado, Foster recebeu o papel devido à sua paixão pela personagem.
Para o papel do Dr. Hannibal Lecter, Demme se aproximou de Sean Connery. Depois que o ator recusou, Anthony Hopkins recebeu o papel com base em sua performance em The Elephant Man (1980). Outros atores considerados para o papel incluem Al Pacino, Robert De Niro, Dustin Hoffman, Derek Jacobi e Daniel Day-Lewis. A máscara que Hopkins usava se tornou um símbolo icônico do filme. Foi criado por Ed Cubberly, de Frenchtown, Nova Jersey, que havia feito várias máscaras para atletas da NHL.
Gene Hackman foi originalmente escalado para interpretar Jack Crawford, o agente encarregado da Unidade de Ciência Comportamental do FBI em Quantico, Virgínia, mas ele achou o roteiro "muito violento". Scott Glenn foi então escalado para o papel. Para se preparar para o papel, Glenn se encontrou com John E. Douglas. Douglas fez um tour pelas instalações de Quantico em Glenn e também tocou para ele uma fita de áudio contendo várias gravações que os serial killers Lawrence Bittaker e Roy Norris haviam feito para estuprar e torturar uma garota de 16 anos. Segundo Douglas, Glenn chorou ao experimentar as gravações e até mudou sua postura liberal quanto à pena de morte.

### Filmagens
A filmagem principal de O Silêncio dos Inocentes começou em 15 de novembro de 1989 e foi concluída em 1º de março de 1990. As filmagens ocorreram principalmente em Pittsburgh, Pensilvânia e nos arredores, com algumas cenas gravadas no norte da Virgínia Ocidental nas proximidades. A casa de Buffalo Bill usada para cenas externas foi em Layton, Pensilvânia . O exterior do Western Center, perto de Canonsburg, Pensilvânia, serviu de cenário para o Hospital Estadual de Baltimore para os Criminosos Insanos. No que era um raro ato de cooperação na época, o FBI permitiu que as cenas fossem filmadas na Academia do FBI em Quantico; alguns membros da equipe do FBI até atuaram em papéis pequenos.

## Trilha sonora
A trilha sonora de O Silêncio dos Inocentes foi composta por Howard Shore, que também colaborou com Demme em Filadélfia. Gravado em Munique durante a segunda metade do verão de 1990, a trilha sonora foi executada pela Orquestra Sinfônica de Munique. Um álbum da trilha sonora foi lançado pela MCA Records em 5 de fevereiro de 1991. Músicas do filme foram usadas posteriormente nos trailers de sua sequência de 2001, Hannibal.
| The Silence of the Lambs: The Original Motion Picture Score |                        |         |  |
| N.º                                                         | Título                 | Duração |  |
| 1.                                                          | "Main Title"           | 5:04    |  |
| 2.                                                          | "The Asylum"           | 3:53    |  |
| 3.                                                          | "Clarice"              | 3:03    |  |
| 4.                                                          | "Return to the Asylum" | 2:35    |  |
| 5.                                                          | "The Abduction"        | 3:01    |  |
| 6.                                                          | "Quid Pro Quo"         | 4:41    |  |
| 7.                                                          | "Lecter in Memphis"    | 5:41    |  |
| 8.                                                          | "Lambs Screaming"      | 5:34    |  |
| 9.                                                          | "Lecter Escapes"       | 5:06    |  |
| 10.                                                         | "Belvedere, Ohio"      | 3:32    |  |
| 11.                                                         | "The Moth"             | 2:20    |  |
| 12.                                                         | "The Cellar"           | 7:02    |  |
| 13.                                                         | "Finale"               | 4:50    |  |
| Duração total:                                              | Duração total:         | 57:09   |  |

## Recepção e repercussão
O filme foi amplamente aclamado aquando da sua estreia. Os atores principais, Jodie Foster, Anthony Hopkins e Ted Levine foram igualmente bastante elogiados pelas suas atuações, sendo que o papel do psiquiatra canibal desempenhado por Hopkins recebeu o título de 'maior vilão da história', enquanto que o da jovem agente do FBI, Clarice Starling, desempenhado por Foster ocupa o 6º lugar na lista de 'maiores heróis', pelo American Film Institute. O filme ocupa atualmente a 74ª posição na lista dos 100 melhores filmes de sempre. O site Rotten Tomatoes relata que 95% de 84 críticos de cinema atribuíram ao filme uma avaliação positiva, com uma pontuação média de 8,7 de 10. O site ainda escreveu "O tenso e inteligente thriller do diretor Jonathan Demme balança entre o estudo psicológico e o horror total, beneficiando com as atuações excepcionais de Hopkins e Foster". O site Metacritic concedeu ao filme uma pontuação de 85 de 100.
Devido à elevada qualidade das atuações, da direção de Demme, assim como por outros fatores largamente mencionados como a cinematografia, a trilha sonora e o enredo, O Silêncio dos Inocentes é extensamente citado como sendo um dos melhores filmes de sempre. O sucesso do filme deu surgimento aos restantes livros escritos por Thomas Harris, assim como aos filmes da franquia Hannibal e uma série televisiva.

### Mídia doméstica
O filme foi lançado em VHS em 27 de agosto de 2002 e em DVD em 6 de março de 2001 pela MGM.

## Principais prêmios e indicações
O filme ganhou os Big Five Academy Awards: Melhor Filme, Melhor Diretor (Demme), Melhor Ator (Hopkins), Melhor Atriz (Foster) e Melhor Roteiro Adaptado (Ted Tally), tornando-o apenas o terceiro filme na história a conseguir isso. Também foi indicado para Melhor Som (Tom Fleischman e Christopher Newman) e Melhor edição, mas perdeu para Terminator 2: Judgement Day e JFK, respectivamente.
Outros prêmios incluem ser nomeado Melhor Filme pelo National Board of Review, CHI Awards e PEO Awards. Demme ganhou o Urso de Prata de Melhor Diretor no 41º Festival Internacional de Cinema de Berlim e foi indicado ao Globo de Ouro de melhor direção. O filme foi indicado ao Grande Prêmio da Associação Belga de Críticos de Cinema. Também foi indicado ao BAFTA de melhor filme. O roteirista Ted Tally recebeu um prêmio Edgar de Melhor Roteiro de Cinema. O filme foi premiado como Melhor Filme de Terror do Ano durante a 2º transmissão do Horror Hall of Fame, com Vincent Price entregando o prêmio ao produtor executivo do filme, Gary Goetzman.
Em 1998, o filme foi listado como um dos 100 maiores filmes nos últimos 100 anos pelo American Film Institute. Em 2006, no Key Art Awards, o pôster original de O Silêncio dos Inocentes foi nomeado melhor pôster de cinema "dos últimos 35 anos". O Silêncio dos Inocentes ficou na sétima posição na lista de 100 momentos mais assustadores do cinema do canal Bravo para a cena da fuga de Lecter. O American Film Institute nomeou Hannibal Lecter (interpretado por Hopkins) o vilão número um de todos os tempos e Clarice Starling (interpretada por Foster) como o sexto maior herói cinematográfico de todos os tempos. Em 2011, a ABC exibiu um especial no horário nobre, Best in Film: The Greatest Movies of Our Time, que contava os melhores filmes escolhidos pelos fãs com base nos resultados de uma pesquisa realizada pela ABC e revista People. O Silêncio dos Inocentes foi selecionado como o melhor suspense/thriller e o Dr. Hannibal Lecter foi selecionado como o quarto maior personagem do cinema.
O filme e seus personagens apareceram nas seguintes listas da AFI "100 Years":
- Lista dos melhores filmes estadunidenses segundo o American Film Institute – #65
- AFI's 100 Years...100 Thrills – #5
- Lista do AFI dos 100 maiores heróis e vilões do cinema:
  - Clarice Starling – #6 Heroína
  - Hannibal Lecter – #1 Vilão
- AFI's 100 Years...100 Movie Quotes:
  - Uma vez, um recenseador tentou me testar. Eu comi seu fígado com favas e um bom Chianti – #21
- Lista dos melhores filmes estadunidenses segundo o American Film Institute (2007) – #74

Em 2015, no 25º aniversário da Entertainment Weekly, incluiu O Silêncio dos Inocentes em sua lista dos 25 melhores filmes feitos desde o início da revista.
Oscar 1992 (EUA)
| Premiação  | Categoria               | Indicado/Indicada                     | Resultado | Especificação                                         |
| ---------- | ----------------------- | ------------------------------------- | --------- | ----------------------------------------------------- |
| Oscar 1992 | Melhor Filme            | Edward Saxon, Kenneth Utt, Ron Bozman | Venceu    |                                                       |
| Oscar 1992 | Melhor Diretor          | Jonathan Demme                        | Venceu    |                                                       |
| Oscar 1992 | Melhor Ator             | Anthony Hopkins                       | Venceu    |                                                       |
| Oscar 1992 | Melhor Atriz            | Jodie Foster                          | Venceu    |                                                       |
| Oscar 1992 | Melhor Roteiro Adaptado | Ted Tally                             | Venceu    | Adaptado de O Silêncio dos Inocentes de Thomas Harris |
| Oscar 1992 | Melhor Edição           | Craig McKay                           | Indicado  |                                                       |
| Oscar 1992 | Melhor Som              | Tom Fleischman e Christopher Newman   | Indicado  |                                                       |

Globo de Ouro 1992 (EUA)
- Vencedor na categoria de Melhor Atriz em Cinema - Drama (Jodie Foster).
- Indicado também nas categorias de Melhor Diretor - Cinema (Jonathan Demme), Melhor Filme - Drama, Melhor Ator em Cinema - Drama (Anthony Hopkins) e Melhor Roteiro - Cinema (Ted Tally).

BAFTA 1992 (Reino Unido)
- Venceu nas categorias de Melhor Ator (Anthony Hopkins) e Melhor Atriz (Jodie Foster).
- Foi também indicado nas categorias de Melhor Fotografia (Tak Fujimoto), Melhor Direção (Jonathan Demme), Melhor Edição (Craig McKay), Melhor Filme, Melhor Trilha Sonora Original (Howard Shore), Melhor Roteiro Adaptado (Ted Tally) e Melhor Som (Skip Lievsay, Christopher Newman e Tom Fleischman).

Festival de Cinema de Berlim 1991 (Alemanha)
- Vencedor do prêmio Urso de Prata na categoria de Melhor Diretor (Jonathan Demme).
- Indicado ao Urso de Ouro.

Prêmio César 1992 (França)
- Indicado na categoria de Melhor Filme Estrangeiro.

Prêmio Edgar 1992 (Edgar Allan Poe Awards, EUA)
- Vencedor na categoria de Melhor Filme.

NYFCCA 1991 (New York Film Critics Circle Awards, EUA)
- Venceu nas categorias de Melhor Ator (Anthony Hopkins), Melhor Atriz (Jodie Foster), Melhor Diretor (Jonathan Demme) e Melhor Filme.

People's Choice Award 1992 (EUA)
- Venceu na categoria de Filme Dramático Favorito.

Saturn Awards 1992 (EUA)
- Venceu nas categorias de Melhor Ator (Anthony Hopkins), Melhor Filme de Terror, Melhor Maquiagem, Melhor Roteiro (Ted Tally).
- Foi indicado também nas categorias de Melhor Atriz (Jodie Foster), Melhor Figurino, Melhor Diretor (Jonathan Demme) e Melhor Música (Howard Shore).

Prêmios da Academia do Japão 1992 (Academia Japonesa de Cinema, Japão)
- Indicado na categoria de Melhor Filme Estrangeiro.